# 四被楼梯草
四被楼梯草（学名：Elatostema tetratepalum）为荨麻科楼梯草属的植物，是中国的特有植物。分布在中国大陆的西藏等地，生长于海拔700米的地区，一般生长在山地林下，目前尚未由人工引种栽培。